# Felice Rix-Ueno

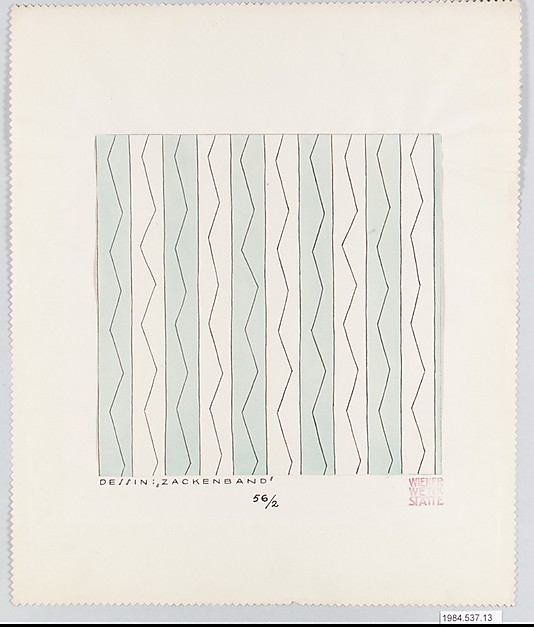
Felice Rix-Ueno – Zick-Zack-Geflecht

 Felice Rix-Ueno  (* 1. Juni 1893 in Wien; † 15. Oktober 1967 in Kyoto, Japan) war eine österreichische Malerin, Grafikerin und Textilkünstlerin.

## Leben und Werk
Rix-Ueno wurde in eine großbürgerliche, jüdisch-liberale Familie hineingeboren und wuchs im 2. Wiener Bezirk auf. Sie und ihre drei jüngeren Schwestern konnten entgegen dem Zeitgeist eigene berufliche Pläne verfolgen und besuchten Mal-, Mode- und Keramikschulen. Ihre Großmutter Wilhelmine hatte Mitte des 19. Jahrhunderts eine erfolgreiche Kosmetikfirma gegründet und konnte ihre Produkte als eine von sehr wenigen Frauen 1873 auf der Wiener Weltausstellung präsentieren.
Rix-Ueno studierte von 1913 bis 1917 an der Kunstgewerbeschule in Wien bei Oscar Strnad, Adele von Stark, Rosalia Rothansl und Josef Hoffmann. Sie arbeitete für die Wiener Werkstätte mit Keramik, Stoffen, Glasbemalungen und Dekoren, Perlarbeiten, Email und gestaltete die Mappenwerke „Die Mode“ (1914/15) und „Das Leben einer Dame“ (1916). Ebenfalls arbeitete sie dort in der Modeabteilung. Sie war Mitglied des Österreichischen Werkbundes und der Wiener Frauenkunst.  
1925 heiratete Rix-Ueno den Architekten Isaburo Ueno, den sie 1924 im Atelier von Josef Hoffmann kennengelernt hatte, wo er assistierte. Rix-Ueno pendelte zwischen Japan und Wien, bis ihr dies aus politischen Gründen nicht mehr möglich war. 1931 fertigte sie zum letzten Mal Arbeiten für die Wiener Werkstätte an. Das Ehepaar wurde nach mehreren Aufenthalten 1935 in Kyoto ansässig. Es gründete ein Architekturbüro, in dem Rix-Ueno die Innenraumgestaltung, Ueno die Architektur vertrat.
Von 1935 bis 1938 hielt sich die Wiener Künstlerkollegin Grete Neuwalder bei ihr in Japan auf. 
In Japan fertigte sie unter anderem 1931 die Glasdecke im Warenhaus Sogō in Osaka. Sie arbeitete ab 1936 am Gewerbeinstitut der Präfektur Gumma auch mit Bruno Taut. Von 1949 bis 1963 war sie Professorin an der städtischen Kunsthochschule von Kyoto. Als Künstlerin arbeitete sie mit dem Architekten Togo Murano zusammen.

## Ausstellungen (Auswahl)
- 1915: Modeausstellung
- 1916: Das Leben einer Dame
- 1920: Kunstschau
- 1925: Paris
- 1926: Berlin
- 1927: Den Haag
- 1929: Wiener Raumkünstler
- 1930: Werkbundausstellung
- 2023: Sterne, Federn, Quasten, Museum für Angewandte Kunst, Wien